# یونیوار
یونیوار (انگلیسی: Univar) شرکت صنایع شیمیایی آمریکایی است، که در سال ۱۹۲۴ تأسیس شد.